# Piskorzeniec
Piskorzeniec – wieś w Polsce, położona w województwie łódzkim, w powiecie radomszczańskim, w gminie Przedbórz.
| SIMC    | Nazwa        | Rodzaj    |
| ------- | ------------ | --------- |
| 0548927 | Niwki        | część wsi |
| 0549275 | Piskorzyniec | część wsi |
| 0548933 | Wilki        | część wsi |

W latach 1975–1998 wieś administracyjnie należała do województwa piotrkowskiego.
W pobliżu znajduje się rezerwat przyrody o pow. 409 ha (Rezerwat przyrody Piskorzeniec).
Wierni Kościoła rzymskokatolickiego należą do parafii św. Michała Archanioła w Pilczycy.